# Mohamed Tarabulsi
Mohamed Kheir Tarabulsi (ara. محمد طرابلسي) (Beirut, Libanon, 26. rujna 1950. – 1. siječnja 2002.) bio je libanonski dizač utega.
S osamnaest godina nastupio je na Olimpijadi u Mexico Cityju gdje je bio tek četrnaesti s ukupno podignutih 377,5 kg. Međutim, to je bio tek početak jedne uspješne karijere. Tako je Tarabulsi bio višestruki prvak na Mediteranskim igrama u Alžiru, Splitu i Casablanci a osvojio je i Azijske igre u Bangkoku. Također, bio je srebrni na olimpijskim igrama u Münchenu a bolji od njega bio je bugarski predstavnik i europski prvak Jordan Bikov. To je ujedno bio i veliki nacionalni uspjeh jer je time osvojena prva libanonska olimpijska medalja nakon dvadeset godina čekanja.
Mohamed Tarabulsi je umro 2002. u dobi od 52 godine od raka dok mu je olimpijska medalja visila iznad bolničkog kreveta.

## Vanjske poveznice
- Profil Tarabulskog na Sports-reference.com  Arhivirana inačica izvorne stranice od 18. travnja 2020. (Wayback Machine)